# Luís Nunes de Almeida
Luís Manuel César Nunes de Almeida GCC (Lisboa, 16 de Julho de 1946 – Saragoça, Espanha, 6 de Setembro de 2004) foi um jurista, político e magistrado português. Foi Presidente do Tribunal Constitucional de 23 de Abril de 2003 até à sua morte, em 6 de Setembro de 2004. Foi o Juiz Conselheiro com o mandato mais longo no Tribunal Constitucional, exercendo funções de 1983 até 2004.

## Carreira
Licenciado em Direito pela Faculdade de Direito da Universidade de Lisboa em 1968, Luís Nunes de Almeida exerceu as funções de advogado, gestor e docente universitário.
Foi nomeado Vogal da Comissão Constitucional, tendo exercido funções de 1976 a 1980.
Foi eleito Deputado à Assembleia da República, como independente nas listas do PS, na II Legislatura (1980–1983).
Era membro do Grande Oriente Lusitano, onde, à data da sua morte, pertencia ao Supremo Conselho do Grau 33.

## Magistratura
Em 6 de Agosto de 1983 Luís Nunes de Almeida foi eleito Juiz Conselheiro do Tribunal Constitucional pela Assembleia da República por maioria qualificada (superior a 2/3 dos votos), conforme previsto pela Constituição, para um mandato de 6 anos.
Em 1989 foi cooptado pelos demais Juízes para novo mandato.
Em 2 de Agosto de 1989 foi eleito pelos demais Juízes Vice-Presidente do Tribunal Constitucional, funções que exerceu até 23 de Abril de 2003, quando foi eleito 3.º Presidente do  Tribunal Constitucional, tendo ocupado o cargo até 6 de Setembro de 2004, data da sua morte.

## Condecorações
- Grã-Cruz da Ordem Militar de Nosso Senhor Jesus Cristo (9 de Junho de 2005), a título póstumo – Presidente Jorge Sampaio[4]